# Muniria
Muniria, relativno novi biljni rod opisan 2011. godine. Pripada porodici medićevki smješten je u tribus Chloantheae dio potporodice Prostantheroideae. Pripada mu 4 australska endemskih grma na Sjevernom teritoriju.

## Etimologija
Latinsko ime roda Muniria dolazi po Ahmadu Abidu Muniru, koji je prvi opisao vrstu Muniria quadrangulata kao Pityrodia quadrangulata.

## Opći opis
Muniria je rod od četiri vrste cvjetnica iz porodice Lamiaceae i endem je Sjevernog teritorija u Australiji. Biljke iz ovog roda su vunasti grmovi s pet latica spojenih u cjevasti cvijet s četiri prašnika nejednake duljine. Ove su vrste slične onima iz roda Pityrodia osim što su grane jasno 4-kutne u poprečnom presjeku, a plod ima žuljeve ili grebene.

## Fizičke karakteristike
- Listovi: Često lancetasti, s nazubljenim rubovima koji se prilagođavaju kako bi smanjili gubitak vode, odražavajući njihovu otpornost u sušnim okruženjima.
- Cvjetovi: jarkih boja, ponekad u nijansama žute, ljubičaste ili crvene, često privlače oprašivače poput pčela i leptira.
- Stabljike: mogu biti zeljaste ili drvenaste, ovisno o vrsti, pružajući strukturnu potporu i sposobnost skladištenja.[3]

## Prepoznatljive osobine
- Struktura latica: latice su uglavnom spojene pri dnu, tvoreći jedinstveni cjevasti oblik koji je privlačan određenim oprašivačima.
- Tekstura lišća: lišće može imati voštanu površinu koja pomaže u zadržavanju vlage, što je ključna prilagodba za preživljavanje u suhim regijama.
- Vrsta ploda: većina vrsta razvija kapsulu koja se otvara kada sazri, učinkovito raspršujući sjeme za naseljavanje novih područja.[3]

## Ekološki značaj
Muniria je sastavni dio svog ekosustava. Kao izvor nektara i peludi, igra vitalnu ulogu u podržavanju raznih vrsta oprašivača. Osim toga, njegov opsežni korijenski sustav pomaže u sprječavanju erozije tla, poboljšava stabilnost tla i potiče zdrav rast biljaka koje ga okružuju. U sušnim vremenima, ove biljke također mogu pružiti ključni pokrov i resurse za divlje životinje.

## Preferirana klima i tlo
Tipično, Muniria uspijeva u toplim, umjerenim do polusušnim klimama. Preferira dobro drenirana tla, koja se često nalaze u kamenitim ili pjeskovitim podlogama, koja olakšavaju drenažu i ograničavaju zadržavanje vode. Njihova prilagodljivost omogućuje im da uspijevaju u različitim uvjetima, od suhih travnjaka do šikara.

## Rast i razmnožavanje
Navike rasta munirije razlikuju se od vrste do vrste, ali mnoge su poznate po brzom sazrijevanju. Razmnožavaju se uglavnom putem sjemena, koje može mirovati dok se ne stvore povoljni uvjeti za klijanje. Ovo mirovanje je osobito vitalno za preživljavanje u nepredvidivim vremenskim uvjetima, omogućujući biljci da iskoristi sporadičnu kišu.

## Uobičajeni štetnici i bolesti
Dok je Muniria općenito robusna, može biti osjetljiva na uobičajene štetočine poput lisnih uši i grinja koje mogu zaraziti njezino lišće. Gljivične bolesti također mogu predstavljati prijetnju, osobito u previše vlažnim okruženjima gdje je cirkulacija zraka loša. Međutim, njihova otpornost često im pomaže da se oporave od ovih prijetnji bez značajnog utjecaja.

## Ljudska upotreba
Ljudi su dugo poštovali Muniriju u razne svrhe. Njegova ukrasna privlačnost čini ga omiljenim u uređenju krajolika, dok se neke vrste koriste u tradicionalnoj medicini zbog svojih navodnih zdravstvenih prednosti. U poljoprivredi, njegova sposobnost sprječavanja erozije tla čini ga vrijednim za održive poljoprivredne prakse.

## Status zaštite
Mnoge vrste Muniria trenutno nisu ugrožene; međutim, gubitak staništa zbog urbanizacije i klimatskih promjena predstavlja potencijalne rizike. Napori za očuvanje usmjereni su na zaštitu ovih staništa i promicanje svijesti o uzgoju među lokalnim zajednicama kako bi se osigurao opstanak ovog važnog roda.
Zanimljive činjenice
Neke vrste Muniria imaju simbiotski odnos s mikoriznim gljivama. Ove gljive igraju ključnu ulogu u poboljšanju apsorpcije hranjivih tvari, omogućujući biljkama da napreduju u tlima siromašnim hranjivim tvarima. Osim toga, živost njihovih cvjetova služi ne samo za privlačenje oprašivača, već također pomaže oprašivačima u procjeni kvalitete dostupnog nektara.

## Vrste
1. Muniria angustisepala (Munir) N.Streiber & B.J.Conn
2. Muniria lanceolata (Munir) N.Streiber & B.J.Conn
3. Muniria megalophylla (Munir) N.Streiber & B.J.Conn
4. Muniria quadrangulata (Munir) N.Streiber & B.J.Conn